# Imran Khan

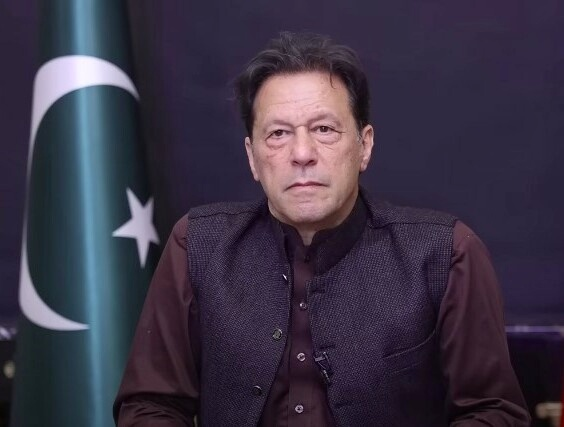
Imran Khan (2023)

Imran Ahmad Khan Niazi (Urdu عمران احمد خان نیازی; paschtunisch عمران خان نیازی; * 5. Oktober 1952 in Lahore) ist ein pakistanischer Politiker und ehemaliger Cricketspieler. Von August 2018 bis April 2022 war er Premierminister Pakistans.
Vor seinem Eintritt in die Politik war Khan Kapitän der pakistanischen Cricket-Nationalmannschaft und gewann in dieser Funktion 1992 den Cricket World Cup für Pakistan. Dieser Erfolg ließ ihn zum Nationalhelden werden. Seit 1996 ist er Vorsitzender der Partei Pakistan Tehreek-e-Insaf (PTI), der Pakistanischen Bewegung für Gerechtigkeit. Er war Mitglied der Nationalversammlung Pakistans von 2002 bis 2007 und erneut zwischen 2013 und 2018. Bei der Parlamentswahl in Pakistan 2018 war er Spitzenkandidat seiner Partei für das Amt des pakistanischen Premierministers.
Nach seiner Neutralitätshaltung gegenüber der russischen Invasion in der Ukraine wurde Khan im April 2022 durch ein Misstrauensvotum im Parlament abgesetzt. Proteste gegen Khans Entlassung und die Unterdrückung seiner Partei erfassten danach das Land. Khan wurde im August 2023 zu drei Jahren Gefängnis verurteilt, jedoch im selben Monat eine Freilassung Khans gerichtlich angeordnet. Seine Inhaftierung war in Pakistan weithin, auch von vielen Kritikern seiner Regierung, als Versuch des Militärs angesehen worden, seine Partei von der Teilnahme an bevorstehenden Wahlen abzuhalten. Ende Januar 2024, nur eine Woche vor der nächsten Wahl, wurde er dennoch an zwei aufeinanderfolgenden Tagen zu Haftstrafen von 10 und 14 Jahren verurteilt, die vollstreckt werden.

## Kindheit und Ausbildung
Khan ist der Sohn von Shaukat Khanum und Ikramullah Khan Niazi, einem Bauingenieur, aus Lahore. Er wuchs als einziger Sohn der Familie zusammen mit vier Schwestern auf. Die in der Provinz Punjab beheimatete Familie entstammt dem paschtunischen Stamm Niazi, Unterstamm Sherman Khel, aus Mianwali. Er selbst bezeichnet seine Identität ebenfalls als paschtunisch, obwohl er mit diesem Volk nur entfernt verwandt ist, und bespricht diese Zugehörigkeit ausführlich in seinem Buch Warrior Race: A Journey Through the Land of the Tribal Pathans. Unter seinen Familienmitgliedern mütterlicherseits befinden sich eine Vielzahl von Cricketspielern, unter anderem seine Cousins Javed Burki (* 1938) und Majid Khan (* 1941), die beide Kapitäne der pakistanischen Nationalmannschaft waren.
Khan begann seine schulische Ausbildung am Aitchison College Lahore und an der Cathedral School in Lahore. Nach der Mittelschule ging er nach England und besuchte dort die Royal Grammar School in Worcester, an der er sich in Cricket auszeichnete. 1972 studierte er dann Politik und Wirtschaft am Keble College in Oxford und war 1974 Kapitän des Cricketteams von Oxford.

## Cricket-Karriere
Das Debüt des sechzehnjährigen Khan im First-Class-Cricket in Lahore war eher unauffällig. Zu Beginn der 1970er spielte er für die Mannschaften seiner Heimatstadt: Lahore A (1969/70), Lahore B (1969/70), Lahore Greens (1970/71) und schließlich Lahore (1970/71). Khan war in den Saisons 1973 bis 1975 Spieler des Cricket-Teams von Oxford, 1974 war er Kapitän der Universitäts-Elf. In Worcestershire, wo er von 1971 bis 1976 County Cricket spielte, wurde er nur als durchschnittlicher Medium Pace Bowler eingeschätzt. In dieser Dekade spielte Khan auch für weitere Cricket-Teams, darunter Dawood Industries (1975/76) und Pakistan International Airlines (von 1975/76 bis 1980/81). 1983 ging er nach Sussex und spielte dort bis 1988.
1971 gab Khan sein Debüt im Test Cricket gegen England in Birmingham. Drei Jahre später debütierte er in einem One-Day International, ebenfalls gegen England in Nottingham und nahm in der Folge am Cricket World Cup 1975 teil. Nach seinem Abschluss in Oxford und dem Ablauf seiner Anstellung in Worcestershire kehrte er 1976 nach Pakistan zurück und sicherte sich seit der Saison 1976/77 mit den Spielen gegen Neuseeland und Australien einen permanenten Platz in seiner Nationalmannschaft.

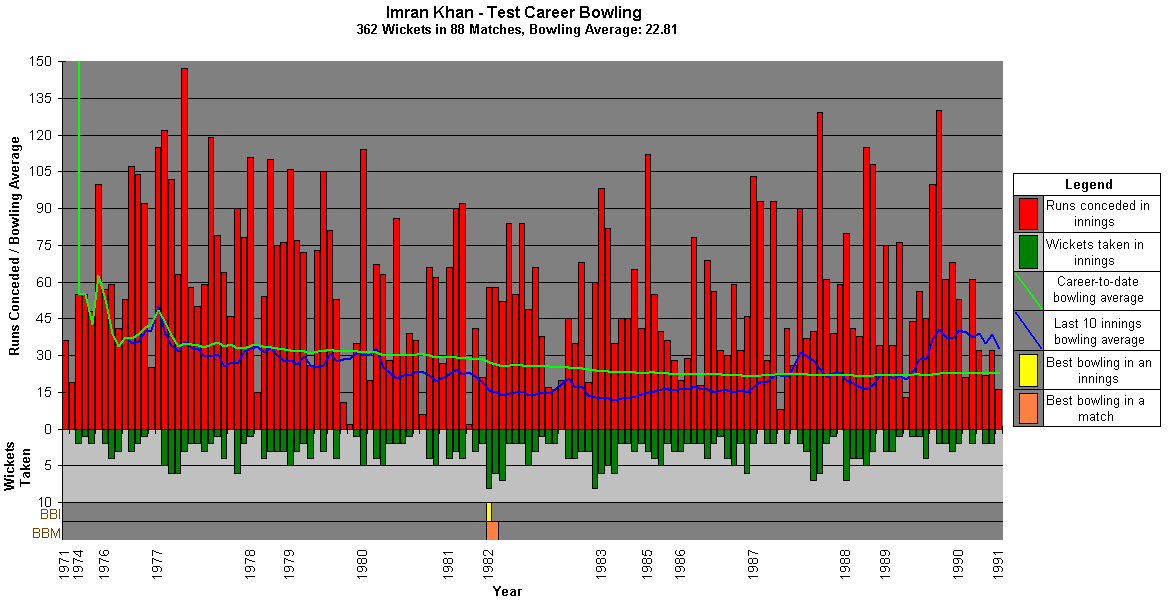
Khans Bowling-Statistik im Test Cricket für Verlauf seiner gesamten Cricket-Karriere von 1971 bis 1992.

Nach den Spielen in Australien besuchte er die West Indies Cricket-Mannschaft, wo er Tony Greig traf, der ihn für Kerry Packers World Series Cricket unter Vertrag nahm. Unter der Obhut von John Snow und Mike Procter änderte er seinen Bowling-Stil vom speerwurfartigen Bewegungsablauf der frühen 1970er zu einer seitwärts gerichteten Haltung, bei der Brust und Hüfte zum Zeitpunkt des Ballwurfes einen Winkel von 90 Grad zum Batsman bilden. Sein Ruf als einer der Bowler mit dem härtesten Wurf der Welt entstand, als er 1978  mit 139,7 km/h den dritten Platz eines Fast-Bowling-Wettbewerbs in Perth hinter Jeff Thomson und Michael Holding, aber noch vor Dennis Lillee, Garth Le Roux und Andy Roberts belegte.
Khan erreichte das All-rounders triple (3.000 Runs und 300 Wickets) in 75 Tests, das ist die zweitbeste Anzahl nach Ian Botham, der dafür 72 Tests benötigte. Er hält weiterhin die zweitbeste Batting Average von 61,86 als Batsman auf der Position 6 der Schlagreihenfolge in Test Matches. Im Januar 1992 spielte er gegen Sri Lanka in Faisalabad sein letztes Test Match für Pakistan. Sein letztes One-Day International war das historische Finale des Cricket World Cup 1992 gegen England in Melbourne, das als Krönung von Khans Karriere angesehen werden kann.
Khan beendete seine Karriere mit 88 Test Matches, 126 Innings und 3807 erreichten Runs (entsprechend einer Batting Average von 37,69), darunter sechs Centuries und 18 Half-centuries. Sein Highest Score ist 136 Runs. Als Bowler in Test Matches hat er 362 Wickets erzielt und ist damit der erste Pakistaner und der vierte Bowler überhaupt, der diese Anzahl erreichte. In ODIs ist sein Best Bowling 6 Wickets für 14 Runs. Khan zog sich im September 1992, also sechs Monate nach dem World-Cup-Finale 1992, dauerhaft aus dem Cricket zurück.

### Die Zeit als Kapitän der pakistanischen Nationalmannschaft
Auf dem Höhepunkt seiner Karriere im Jahre 1982 löste der dreißigjährige Khan Javed Miandad als Kapitän der pakistanischen Cricket-Nationalmannschaft ab. In dem zweiten Spiel der pakistanischen Mannschaft mit dem Kapitän Khan führte er sie zu ihrem ersten Sieg seit 28 Jahren auf englischem Boden, im Lord’s.
Khans erstes Jahr als Kapitän war der Grundstein für seinen Ruf als Fast Bowler und als All-rounder. Er erreichte 1981/82 das beste Best Bowling seiner Karriere in Test-Matches mit acht Wickets für 58 Runs gegen Sri Lanka in Lahore. 1982 führte er mit 21 Wickets und einer Batting Average von 56 sowohl die Bowling- als auch die Batting-Statistik in einer Serie von drei Test-Matches gegen England an. Später in diesem Jahr zeigte er mit 40 Wickets und einer Bowling Average von 13,95 in sechs Test-Matches eine hoch anerkannte Leistung in einer Heim-Serie gegen die starke Indische Cricket-Nationalmannschaft. Am Ende dieser Serie 1982/83 hat Khan nach einem Jahr als Kapitän in 13 Test-Matches 88 Wickets erzielt.
Die Test-Serie gegen Indien führte jedoch bei Khan zu einer Stressfraktur in seinem Schienbein, die ihn für mehr als zwei Jahre vom Cricket abhielt. Erst eine neuartige Behandlung, die von der pakistanischen Regierung finanziert wurde, führte zu seiner Genesung und so konnte er Ende 1984 ein erfolgreiches Comeback im internationalen Cricket in der letzten Hälfte der Saison 1984/85 feiern.
1987 führte Khan seine pakistanische Mannschaft zu ihrem ersten Sieg in einer Test-Serie in Indien, auf den der erste pakistanische Sieg in England im selben Jahr folgte. Während der 1980er erzielte seine Mannschaft außerdem drei achtbare Unentschieden gegen die West Indies. Indien und Pakistan richteten 1987 gemeinsam den Cricket World Cup aus, aber keine der beiden Mannschaften kam über das Halbfinale hinaus. Am Ende des World Cups zog sich Khan vom internationalen Cricket zurück. 1988 wurde er vom Präsidenten von Pakistan, General Mohammed Zia ul-Haq, gebeten, die Rolle des Kapitäns wieder zu übernehmen, und am 18. Januar 1988 gab er seine Entscheidung bekannt, wieder in die Mannschaft zurückzukehren.
Kurz nach seiner Rückkehr als Kapitän führte er Pakistan durch eine siegreiche Tour in die West Indies, an die er sich als seinen stolzesten Augenblick im Cricket erinnert. Er erreichte 23 Wickets in 3 Test-Matches und wurde zum Spieler der Serie 1988 gegen die West Indies ernannt. Später erinnert er sich: „Ich war 35 und nicht sehr fit, wir hatten eine recht schwache Mannschaft, und dann erzielte ich 11 Wickets im ersten Test. Das war das letzte Mal, dass ich wirklich gut gebowlt habe.“ Als Kapitän spielte Khan insgesamt 48 Test-Matches, davon wurden 14 von Pakistan gewonnen, 8 wurden verloren und die restlichen 26 gingen unentschieden aus. Er spielte weiterhin 139 ODIs mit 77 Siegen, 57 Niederlagen und einem Unentschieden.

### Gewinn des World Cups
Der Höhepunkt von Khans Karriere als Kapitän und Cricketspieler kam, als er Pakistans Nationalmannschaft 1992 zum Sieg des ICC Cricket World Cups in Australien und Neuseeland führte. Da seine Mannschaft nur über eine schwache Schlag-Aufstellung verfügte, pries Khan sich selbst als Batsman an, um der Aufstellung zusammen mit Javed Miandad eine Stabilität zu geben. Dementsprechend waren seine Beiträge als Bowler in diesem Spiel minimal. Im letzten Spiel, im Alter von 39 Jahren, erzielte Khan von allen pakistanischen Batsmen die höchste Anzahl an Runs und nahm das letzte Wicket zum Sieg selbst. So konnte die pakistanische Cricket-Nationalmannschaft im Melbourne Cricket Ground das Finale gegen England mit 22 Runs für sich entscheiden.

### Kontroversen
Der Batsman Allan Lamb sowie der ehemalige englische Kapitän und legendäre All-rounder Ian Botham behaupteten, dass Khan sie im indischen Magazin India Today als „rassistisch, ungebildet und ohne Klasse“ bezeichnet habe. Khan setzte sich zur Wehr und entgegnete, dass er falsch zitiert worden sei. Er habe sich nur verteidigt, nachdem er einmal zugegeben hatte, in einem County Match 18 Jahre zuvor einen Ball manipuliert zu haben.
1994 gab Khan zu, dass er während Test-Matches „gelegentlich die Seite des Balls aufgeraut und die Naht angehoben“ habe. Er fügte hinzu: „Nur einmal habe ich ein Objekt verwendet. Als ich 1981 mit Sussex gegen Hampshire spielte, ließ sich der Ball überhaupt nicht anschneiden. Ich ließ mir vom 12. Mann einen Kronkorken bringen und anschließend flatterte der Ball sehr viel“. Khan gewann den Prozess, den der Richter als „Übung in Sinnlosigkeit“ bezeichnete, mit einer Mehrheitsentscheidung der Jury von 10:2.

## Wohltätigkeitsarbeit
Die ersten vier Jahre nach seinem Rückzug aus dem Cricket 1992 hat sich Khan fast ausschließlich sozialer Arbeit gewidmet. Bereits 1991 gründete er den Shaukat Khanum Memorial Trust, eine Stiftung, die den Namen seiner Mutter Shaukat Khanum trägt. Als erstes Projekt seiner Stiftung baute Khan Pakistans erste und einzige Krebsklinik. Die dafür notwendigen 25 Millionen US-Dollar wurden von Khan als Spenden und Geldmittel weltweit gesammelt. Im Gedenken an seine Mutter, die an Krebs starb, öffnete das Shaukat Khanum Memorial Cancer Hospital & Research Centre am 29. Dezember 1994 in Lahore als karitative Krebsklinik, in der 75 Prozent der Behandlungen kostenlos durchgeführt werden. Khan versucht als Vorsitzender der Klinik, mithilfe von Prominenten wie Sushmita Sen, Elizabeth Hurley und vielen Mitgliedern der indischen Cricket-Mannschaft Spenden für den Betrieb der Klinik einzuwerben. Während der 1990er war Khan UNICEF-Sonderbotschafter für die Unterstützung von Gesundheits- und Impfprogrammen in Bangladesch, Pakistan, Sri Lanka und Thailand.
Khan arbeitete an zwei weiteren sozialen Projekten. Er baute eine weitere Krebsklinik in Karatschi, wobei seine erfolgreiche Klinik in Lahore als Vorbild diente. Weiterhin unterstützte er den Aufbau des Namal College, einer Technischen Hochschule im Mianwali District, die in Zusammenarbeit mit der University of Bradford aus dem Vereinigten Königreich entsteht. Das Namal College wurde vom Mianwali Development Trust, dessen Gründer Khan ist, finanziert und wurde 2005 mit der Unterzeichnung der Vereinbarung für die Zusammenarbeit durch Imran Khan und den Vize-Kanzler der Universität, Professor Chris Taylor, zur Partnerhochschule der Universität Bradford.
Wenn er in London war, arbeitete Khan auch für die Lord’s Taverners, eine Wohltätigkeitsorganisation für die Förderung des Crickets unter jungen Menschen.

## Politische Karriere

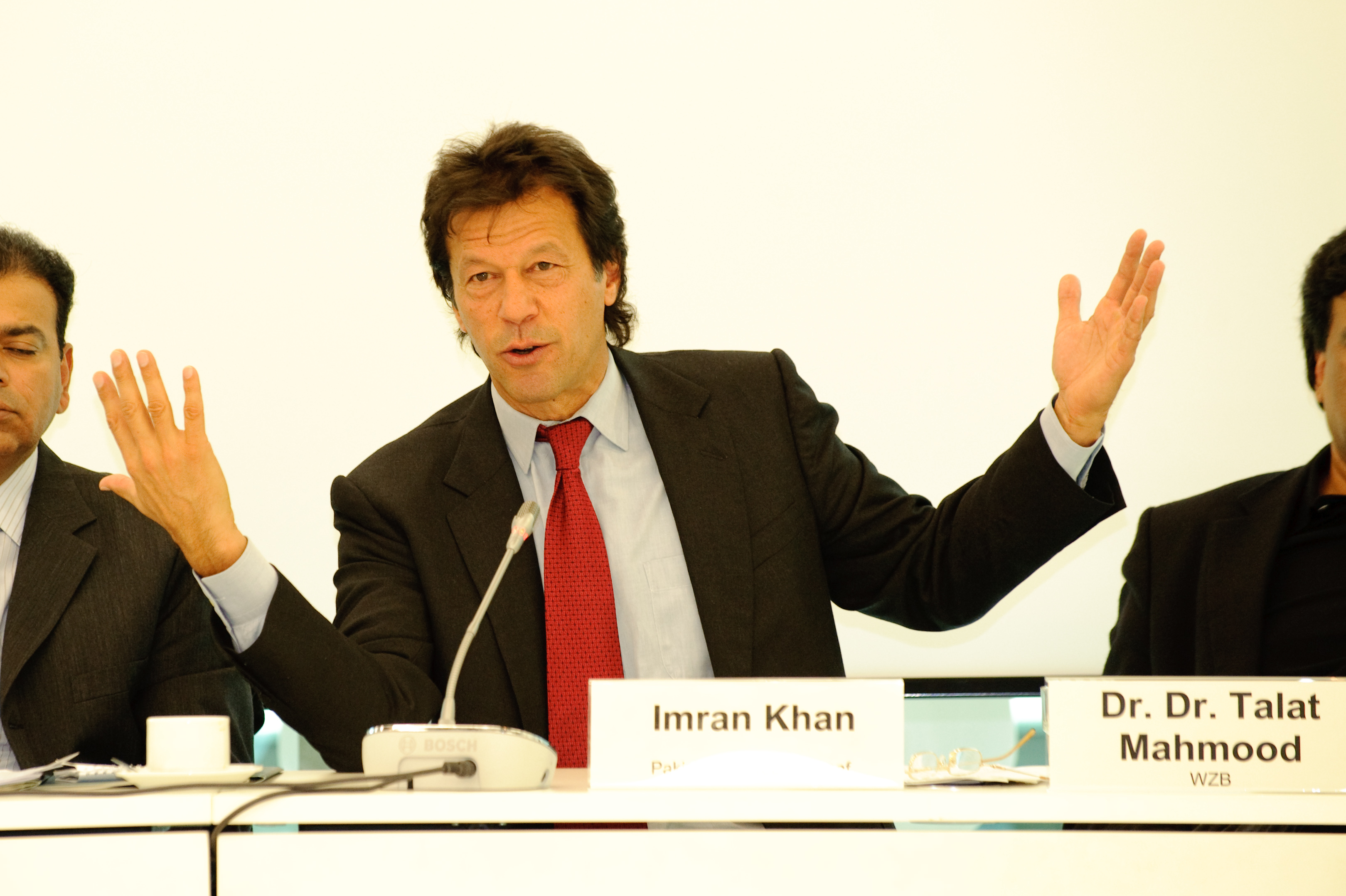
Imran Khan auf der Konferenz „Rule of Law: The Case of Pakistan“ der Heinrich-Böll-Stiftung am 26. November 2009 in Moabit, Berlin.

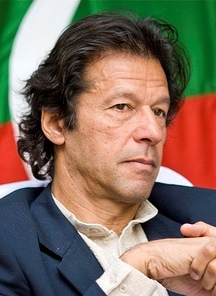
Imran Khan (2007)

Wenige Jahre nach dem Ende seiner Karriere als Cricketspieler trat Khan in die aktive Politik ein, wobei er zugab, dass er nie an einer Wahl teilgenommen habe, bevor er sich selbst um ein Amt beworben habe. Seine politische Agenda war durch Generalleutnant Hamid Gul, dem für seine Unterstützung beim Aufstieg der Taliban in Afghanistan und seinen anti-amerikanischen Standpunkt bekannten ehemaligen Leiter der Inter-Services Intelligence, beeinflusst. Khan gründete im April 1996 seine eigene politische Partei Pakistan Tehreek-e-Insaf (PTI), die mit dem Slogan und der Vision von „Gerechtigkeit, Menschlichkeit und Selbstachtung“ antrat.
Bei der Wahl 1997 konnten weder Khan noch andere Kandidaten der PTI ein Mandat erringen. Die pakistanische Presse berichtete, dass Khans Wahlkampf von seinem damaligen Schwiegervater Sir James Goldsmith mit 5 Millionen Pfund Sterling finanziert wurde. Khan dementierte dies jedoch. Bei der folgenden Parlamentswahl im Oktober 2002 entfielen auf die PTI 0,8 Prozent der Wählerstimmen und somit einer von 272 bei dieser Wahl zu vergebenen Sitze. Der einzige gewählte Abgeordnete der PTI war Khan selbst, der für den Wahlkreis Mianwali in die Nationalversammlung einzog. Als Abgeordneter war Khan in zwei Ausschüssen der Nationalversammlung vertreten: Im ständigen Ausschuss für Kaschmir und im ständigen Ausschuss für die öffentliche Rechnungslegung. Seine Interessengebiete bei der Gesetzgebung waren Außenpolitik, Bildungspolitik und Justiz.
Im Juni 2007 reichten der Minister für parlamentarische Angelegenheiten Sher Afghan Khan Niazi und die Partei Muttahida Qaumi Movement (MQM) unabhängig voneinander Untauglichkeitsanträge gegen Khan ein, in denen sie aufgrund von moralischen Verfehlungen seinen Ausschluss aus der Nationalversammlung beantragen. Beide Anträge, die sich auf die Artikel 62 und 63 der pakistanischen Verfassung stützen, wurden am 5. September abgelehnt.
Am 2. Oktober 2007 trat Khan aus Protest gegen die für den 6. Oktober geplante Präsidentschaftswahl gemeinsam mit 85 weiteren Abgeordneten von seinem Sitz im Parlament zurück. Der Präsident von Pakistan wird von den Mitgliedern der Nationalversammlung gewählt, und einige Mitglieder dieser Kammer des Parlaments, wie auch Khan, gingen davon aus, dass General Pervez Musharrafs Bemühungen um eine Wiederwahl gegen die Verfassung verstießen, solange Musharraf den Posten des Armeechefs behielt. Khan und die PTI boykottierten zusammen mit anderen Parteien die Wahlen am 18. Februar 2008, weil sie die Wahlen nicht für verfassungsgemäß hielten. Von Nawaz Sharif wurden der PTI fünf Sitze in der Nationalversammlung angeboten, Khan lehnte dieses Angebot jedoch ab und unterstützte vielmehr die Wiedereinsetzung der kürzlich abgesetzten Verfassungsrichter.

### Ideologie
Khans politische Plattform und seine Aussagen basieren auf
- islamischen Werten, zu denen er sich seit den 1990ern wieder bekannte,
- Wirtschaftsfreiheit, mit dem Versprechen einer deregulierten Wirtschaft und der Erschaffung eines Wohlfahrtsstaates,
- Bürokratieabbau und Gesetze zur Bekämpfung der Korruption zur Herstellung und zum Erhalt von Guter Regierungsführung,
- dem Aufbau einer unabhängigen Justiz,
- einer Reform der pakistanischen Polizei und
- einer antimilitaristischen Perspektive für ein demokratisches Pakistan.[11][31]

Khan schreibt seine Entscheidung, in die Politik einzutreten, einer spirituellen Erweckung zu, die bereits in den letzten Jahren seiner Cricket-Karriere durch seine Unterredungen mit einem Mystiker des Sufismus begann. „Ich trank und rauchte nie, aber ich war oft genug auf Partys. In meiner spirituellen Entwicklung gab es keinen Fortschritt.“ erklärte er der amerikanischen Washington Post. Als Mitglied der Nationalversammlung stimmte er bisweilen mit dem Block der religiösen Hardliner wie der Partei Muttahida Majlis-e-Amal. 2002 unterstützte Khan den Parteivorsitzenden der Muttahida Majlis-e-Amal, Maulana Fazal-ur-Rehman, gegen Musharrafs Kandidaten für das Amt des Premierministers. Rehman ist ein Kleriker, der die Taliban unterstützt und zum heiligen Krieg gegen die Vereinigten Staaten aufgerufen hat.
Khan erklärte 2007 dem britischen Daily Telegraph: „Ich möchte, dass Pakistan ein Wohlfahrtsstaat und eine wirkliche Demokratie mit Rechtsstaatlichkeit und einer unabhängigen Justiz ist.“ Andere von ihm veröffentlichte Ideen sind die Anforderung an Studenten, nach ihrem Abschluss ein Jahr als Lehrer aufs Land zu gehen, und der Abbau von personell überbesetzter Bürokratie, wobei die frei werdenden Bediensteten ebenfalls als Lehrer arbeiten sollen. „Wir brauchen Dezentralisierung und mehr Entscheidungsbefugnis an der Basis.“ sagte Khan 1998 der BBC. Im Juni 2007 missbilligte er öffentlich den Ritterschlag des in Indien geborenen Autors Salman Rushdie. Er sagte: „Die westliche Zivilisation hätte auf die Verletzungen, die der Schriftsteller mit seinem kontroversen Buch Die satanischen Verse der muslimischen Gemeinschaft zugefügt hat, achten sollen.“

### Kritik
Khan wurde in der Führungsschicht und unter den politischen Kommentatoren als politisches Leichtgewicht abgetan. Seine Kritiker behaupteten, die zahlreichen Besucher seiner Veranstaltungen würden nur von seiner Bekanntheit als Cricketspieler angezogen und in der Öffentlichkeit würde er eher als Unterhalter denn als ernsthafte politische Persönlichkeit wahrgenommen. Der fehlende Erfolg bei den Zielen, einen breiten politischen Einfluss zu erreichen und eine nationale Bewegung aufzubauen, wurde von Kommentatoren und Beobachtern seiner Naivität und seinem Mangel an politischer Reife zugeschrieben.
In der Vergangenheit wurde gegen Khan der Vorwurf der Scheinheiligkeit und des Opportunismus erhoben, besonders angesichts seiner lautstarken Kritik an Präsident Musharraf, nachdem er diesen noch bei dessen militärischem Putsch 1999 unterstützt hatte. 2002 in einer Kolumne mit dem Titel „Will the Real Imran Please Stand Up“ zitiert der pakistanische Kolumnist Amir Zia einen Parteifunktionär der PTI aus Karatschi: „Selbst wir finden es schwierig, den wahren Imran zu erkennen. Wenn er in Pakistan ist, trägt er den Salwar Kamiz und predigt Desi und religiöse Werte, aber er ändert sich vollständig, wenn er mit der Elite in Großbritannien oder anderswo im Westen verkehrt.“

### Opposition zu Musharraf und Bush
Khan unterstützte 1999 General Pervez Musharrafs Militärputsch, aber einige Monate vor den Parlamentswahlen 2002 verurteilte er Musharrafs Präsidentschaft. Viele politische Kommentatoren und seine Gegner bezeichneten diesen Meinungswechsel als opportunistisch. „Ich bedaure meine Unterstützung für das Referendum. Mir wurde zu verstehen gegeben, dass der General nach seiner Machtübernahme mit der Reinigung der korrupten Teile im System beginnen würde. Das war jedoch überhaupt nicht der Fall.“ erklärte Khan später. Während des Wahlkampfes 2002 wandte er sich gegen Pakistans logistische Unterstützung der Streitkräfte der Vereinigten Staaten bei ihrem Krieg in Afghanistan. Auf einer Wahlkampfveranstaltung in Kamar Mushani sagte er der Menge, dass ihr Land ein „Diener Amerikas“ geworden sei. Bei der späteren Wahl des Premierministers stimmte er im Parlament für einen die Taliban unterstützenden Islamisten und gegen Musharrafs Kandidaten.
Am 6. Mai 2005 war Khan einer der ersten muslimischen Führer, der nach einem 300 Worte langen Artikel im Nachrichtenmagazin Newsweek vom 30. April die angebliche Schändung des Qur'an im Gefangenenlager der Guantanamo Bay Naval Base kritisierte. Khan verurteilte auf einer Pressekonferenz die Schändung und forderte, General Musharraf solle eine Entschuldigung des amerikanischen Präsidenten George W. Bush für diesen Vorfall bewirken. Khan war ein lautstarker Kritiker der Allianz zwischen Pakistan und den Vereinigten Staaten, insbesondere beim Krieg gegen den Terror. 2006 rief er: „Musharraf sitzt da, und er leckt George Bushs Schuhe!“ Auch andere Staatsführer aus der muslimischen Welt wurden von ihm für ihre Unterstützung der Regierung Bush kritisiert: „Sie sind Marionetten, die über die muslimische Welt herrschen. Wir wollen ein souveränes Pakistan. Wir wollen keinen Präsidenten, der George Bushs Pudel ist.“ Während des Besuchs George Bushs in Pakistan im März 2006 wurde Khan unter Hausarrest gestellt, nachdem er gedroht hatte, einen Protest gegen die implizite Unterstützung einer Diktatur in Pakistan durch den amerikanischen Präsidenten zu organisieren. Khan wurde in einem Restaurant in Islamabad aufgegriffen und in seinem Haus eingesperrt.

### Hausarrest
Am 3. November 2007 wurde Khan kurz nach der Ausrufung des Ausnahmezustandes in Pakistan von der Regierung Musharraf unter Hausarrest gestellt. Nach der Auferlegung des Hausarrests verlangte Khan die Todesstrafe für Musharraf, den er des Hochverrats bezichtigte. Am folgenden Tag, dem 4. November, gelang es ihm, aus dem Haus seines Vaters in Lahore zu entkommen und sich in den Untergrund abzusetzen. Schließlich tauchte er am 14. November wieder auf, um Studentenproteste an der University of the Punjab in Gang zu bringen. Auf der Kundgebung wurde Khan von Studenten der Jamaat-e-Islami gefangen genommen, in dem nahegelegenen Zentrum für Hochenergiephysik für etwa eine Stunde festgehalten und dann am Tor der Universität der Polizei übergeben. Während er anschließend in Polizeigewahrsam war, wurde gegen ihn aufgrund eines Anti-Terror-Gesetzes Anklage erhoben, da er angeblich Menschen aufgestachelt habe, die Waffen zu erheben, zu zivilem Ungehorsam aufgerufen und Hass gesät habe.

### Als Premierminister
Als pakistanischer Regierungschef ging Khan eine enge Partnerschaft mit den Streitkräften Pakistans, die in der Politik des Landes eine gewichtige Stimme haben, ein. Unter seiner Vermittlung nahmen die USA und die Taliban Friedensgespräche auf. In seiner Regierungszeit wurden vorherige Korruptionsfälle aufgearbeitet. Er leitete das Kabinett Khan. Im Parlament verfügte die Regierung nur über eine dünne Mehrheit.
Als Premier bezeichnete Khan die indische Regierung als rassistisch, von den Nationalsozialisten inspiriert und als eine Bedrohung für Indiens Nachbarn. Er bezog sich dabei auf die Verbindung der indischen regierenden BJP mit der radikal-hinduistischen Organisation Rashtriya Swayamsevak Sangh. In seiner Regierungszeit war Khan neben der COVID-Pandemie mit einem Handelsdefizit und steigender Inflation konfrontiert. Um die strengen Auflagen des Internationalen Währungsfonds zur Erlangung von Devisen zu erfüllen, erließ er neue Steuern und Steuererhöhungen.
Khan sieht im Israelisch-Palästinensischen Konflikt eine massive Verletzung der Menschenrechte, weshalb Pakistan Israel nicht anerkennen werde, solange es „keine gerechte Lösung“ gebe.
Im März 2022 zeichnete sich ab, dass die Opposition genug Stimmen zusammen bekommen würde, um einen Misstrauensantrag gegen ihn zu stellen, nachdem sich einer der Koalitionspartner der Opposition anschloss. Die Opposition, die das Misstrauensvotum vorantrieb, warf Khan schlechte Regierungsführung und Inkompetenz in Wirtschaftsfragen vor, nachdem Preise für Lebensmittel, Benzin und Gas (infolge des russischen Überfalls auf die Ukraine) massiv gestiegen waren. Khan warf der Opposition vor, vom Ausland koordiniert zu werden. Beweise dafür lieferte er keine. Diese könnten der Öffentlichkeit nicht gezeigt werden, weil sie als geheim eingestuft seien, erklärten seine Vertreter.
Als es am 3. April 2022 zur entscheidenden Abstimmung kommen sollte, weigerte sich der stellvertretende Vorsitzende des Parlaments, der Khan-Verbündete Qasim Suri, den Antrag zur Abstimmung zu stellen. Beobachter waren davon ausgegangen, dass Khan das Votum verloren hätte. Khan bat anschließend Staatspräsident Arif Alvi darum, das Parlament aufzulösen, damit der Weg für Neuwahlen frei sei. Alvi entsprach der Bitte. Vier Tage später entschied der Oberste Gerichtshof Pakistans, dass die Parlamentsauflösung vor der Vertrauensabstimmung nicht verfassungsgemäß gewesen sei, und ordnete die Umsetzung der Vertrauensabstimmung an. Nach wochenlanger Krise verlor Khan am 9. April 2022 ein Misstrauensvotum gegen seine Führung, 174 von 342 Abgeordneten stimmten gegen Khan. Es war das erste Mal in der Geschichte Pakistans, dass das Parlament einen Regierungschef absetzte. Das Parlament wählte den Vorsitzenden der oppositionellen muslimisch-konservativen Partei, Shehbaz Sharif, den jüngeren Bruder des dreimaligen Premierministers Nawaz Sharif, zum neuen Premierminister. Khan erklärte, dass das Ergebnis manipuliert und Stimmen gekauft wurde, um ihn abzusetzen. Dies geschah laut Khan, weil er die seit Jahrzehnten herrschenden zwei Politikerfamilien wegen ihrer hemmungslosen Korruption zur Verantwortung habe ziehen wollen.
Khan teilte hochrangigen Mitgliedern seiner Regierungspartei PTI und ehemaligen Regierungsministern mit, dass Donald Lu, der stellvertretende US-Außenminister für süd- und zentralasiatische Angelegenheiten, in die „ausländische Verschwörung“ zum Sturz seiner Regierung verwickelt gewesen sei. Grund für diese Einmischung in die Innenpolitik sei seine unabhängige Außenpolitik. Zu dieser gehört nicht nur ein explizit China-freundlicher Kurs, sondern auch seine Weigerung, Russland für den im Februar 2022 begonnenen Krieg in der Ukraine zu verurteilen. Nach der russischen Invasion der Ukraine am 24. Februar 2022 im Ukraine-Krieg hatte er eine neutrale Haltung eingenommen. Berichten zufolge hatte Donald Lu den pakistanischen Botschafter in den USA, Asad Majeed Khan, vor den Folgen gewarnt, falls Imran Khan das Misstrauensvotum überstehe. In darauf folgenden Tagen protestierten zehntausende Menschen in ganz Pakistan gegen die Absetzung von Premierminister Khan. Zu Kundgebungen zur Unterstützung der gestürzten Khan-Regierung kam es auch in den Vereinigten Staaten.
Am Tag vor dem Treffen amerikanischer und pakistanischer Diplomaten in Washington, u. a. zwischen Donald Lu und dem Botschafter Asad Majeed Khan sprach Imran Khan auf einer Kundgebung und reagierte direkt auf europäische Aufrufe, Pakistan solle sich hinter die Ukraine stellen. „Sind wir eure Sklaven? Was denkt ihr über uns? Dass wir eure Sklaven sind und dass wir alles tun werden, was ihr von uns verlangt? Wir sind Freunde Russlands und wir sind auch Freunde der Vereinigten Staaten. Wir sind Freunde Chinas und Europas. Wir sind keinem Bündnis angeschlossen.“
Es folgte ein hartes Durchgreifen gegen Pakistans Presse, das eine besonders dunkle Wendung annahm. Arshad Sharif, ein prominenter pakistanischer Journalist, der aus dem Land geflohen war, wurde Oktober 2022 in Nairobi unter umstrittenen Umständen erschossen. Ein weiterer bekannter Journalist, Imran Riaz Khan, wurde am 11. Mai 2023 von Sicherheitskräften an einem Flughafen festgenommen und ist seitdem nicht mehr gesehen worden. Beide hatten über die diplomatische Geheimdepesche des Botschaftlers Asad Majeed Khan berichtet und gehörten zu einer Handvoll Journalisten, die vor Khans Absetzung über den Inhalt informiert wurden. Diese Angriffe auf die Presse schufen ein Klima der Angst, welches eine Berichterstattung über das Dokument durch Reporter und Institutionen innerhalb Pakistans praktisch unmöglich machte. Das Dokument mit der Bezeichnung „geheim“ enthielt einen Bericht über das Treffen zwischen Beamten des Außenministeriums, darunter Donald Lu und Botschafter Asad Majeed Khan.

### Nach seiner Zeit als Premierminister
Im August 2022 hielt Khan eine Rede in Islamabad, in der er Vorwürfe der Folter an einem seiner Unterstützer vorbrachte und ankündigte, Polizisten und Richter vor Gericht zu bringen. Berichten zufolge drohte er ihnen in seiner Rede direkt. Daraufhin erhielt er einen TV-Bann für seine Rede und wurde für die Drohungen gegen Polizisten und Richter angezeigt. Mitte Oktober verbot ihm die Wahlkommission von Pakistan für fünf Jahre, sich um ein gewähltes Amt in der Regierung zu bewerben.
Am 3. November 2022 überlebte Khan einen Mordanschlag während eines Protestmarsches in der Provinz Punjab, bei dem er am Bein angeschossen und ein Unterstützer getötet wurde. Khan beschuldigte Premierminister Shehbaz Sharif, Innenminister Rana Sanaullah und den Chef des Geheimdienstes ISI, Nadeem Anjum, das Attentat „gemeinsam geplant“ zu haben, da er vorhabe, erneut als Premierminister zu kandidieren. Khan vermutete außerdem, dass er als Premierminister für die Geheimdienste nicht mehr tragbar gewesen und es zu einem Misstrauensvotum gegen ihn gekommen sei, weil er sich am 24. Februar 2022, bei Russlands Überfall auf die Ukraine, mit Wladimir Putin getroffen habe. Jener Termin sei weit im Voraus geplant gewesen und er habe nicht vorzeitig ohne ein Treffen abreisen wollen, weil Pakistan russisches Öl und Weizen benötigte.
Im März 2023 wurde bekannt, dass Khan wegen Korruptionsvorwürfen verhaftet werden soll. Als Folge kam es zu Massenprotesten im ganzen Land, bis der Haftbefehl mehrere Tage später wieder zurückgezogen wurde. Die Unruhe nutzte die Regierung, um die Regionalwahl in Punjab zu verschieben, was Khan als verfassungswidrig kritisierte. Im April erklärte auch der pakistanische Supreme Court die Verschiebung für verfassungswidrig. Am 9. Mai 2023 wurde Khan bei einer Gerichtsverhandlung in einem Korruptionsprozess in Islamabad festgenommen. Die Anklagen reichen von Geldwäsche bis Terrorismus; Khan erklärte sie als „politisch motiviert“. Laut seiner Schwester wurden 140 Gerichtsverfahren gegen Imran Khan eröffnet. Seine Verhaftung führte zu Unruhen und Massenprotesten in Pakistan, woraufhin die Staatsführung Internetdienste teilweise abschalten ließ. Mindestens acht Menschen kamen infolge der Auseinandersetzungen zwischen Demonstranten und Polizei ums Leben; Hunderte wurden verletzt, und über 2000 Menschen festgenommen. Am 11. Mai verfügte der Oberste Gerichtshof die Freilassung Khans, da die Verhaftung illegal gewesen sei. Noch im selben Monat verhängte die Regierung ein Ausreiseverbot gegen ihn, seine Frau und hunderte weitere Parteimitglieder.
Der politische Kampf eskalierte am 5. August 2023, als Khan wegen Korruptionsvorwürfen (Verkauf von Staatsgeschenken) zu drei Jahren Gefängnis verurteilt, mit einem Ämterverbot von fünf Jahren belegt und zum zweiten Mal seit seinem Sturz in Gewahrsam genommen wurde.
Khans Verteidiger wiesen die Vorwürfe als unbegründet zurück. Das Urteil hinderte damit Khan, Pakistans beliebtesten Politiker, daran, an den Wahlen teilzunehmen, die später für 2023 in Pakistan erwartet wurden. Daraufhin wurde er festgenommen und im Bezirksgefängnis von Attock, einem Hochsicherheitsgefängnis 40 Kilometer westlich von Islamabad, inhaftiert. Zusätzlich zu der sich verschlechternden Situation wurde auf Anweisung des pakistanischen Militärs ein Regime extremer Zensur eingeführt, das es den Nachrichtenagenturen effektiv verbietet, Khans Namen auch nur zu erwähnen.
Am 9. August 2023 veröffentlichte The Intercept eine diplomatische Geheimdepesche, die zeigte, wie die USA Druck auf Pakistan ausübten, um Khan aus dem Amt zu entfernen. Die US-Regierung tat dies, weil Khan die Sanktionen gegen Russland aufgrund des Angriffskrieges gegen die Ukraine nicht unterstützte. US-Staatssekretär Donald Lu wird in der Geheimdepesche mit den Worten zitiert: „Ich denke, wenn das Misstrauensvotum gegen den Premierminister erfolgreich ist, wird alles in Washington vergeben sein, weil der Russlandbesuch als Entscheidung des Premierministers gesehen wird, andernfalls wird es schwierig werden.“ Das Dokument zitiert Lu u. a. mit den Worten: „Die Menschen hier und in Europa sind ziemlich besorgt darüber, warum Pakistan eine so aggressiv neutrale Position einnimmt.“ Die Geheimdepesche war für Khans Gegenspieler, den ehemaligen Armeechef General Qamar Javed Bajwa bestimmt, den Khan für das Organisieren seiner Absetzung verantwortlich macht. Khans wiederholte Verweise auf die Geheimdepesche selbst haben zu seinen rechtlichen Problemen beigetragen, und die Staatsanwaltschaft leitete eine gesonderte Untersuchung ein, um festzustellen, ob er durch die Diskussion darüber gegen Staatsgeheimnisgesetze verstieß.
Ende August 2023 ordnete ein Gericht die Freilassung von Khan an und widerrief Khans Verurteilung wegen des angeblichen Verkaufs von Staatsgeschenken. Khan musste jedoch aufgrund von Ermittlungen wegen der angeblichen Weitergabe von Staatsgeheimnissen im Gefängnis bleiben.
Ende Januar 2024 wurde Khan erneut wegen des Verkaufs von Staatsgeschenken verurteilt, diesmal zu 14 Jahren Haft. Im Fall des Vorwurfs der Weitergabe vertraulicher diplomatischer Informationen wurde Khan ebenfalls Ende Januar zu einer Haftstrafe von 10 Jahren verurteilt. Auch sein Parteikollege, der ehemalige Außenminister Shah Mehmood Qureshi, wurde aufgrund des gleichen Vorwurfs zu 10 Jahren Haft verurteilt. Durch die Verurteilungen ist Khan von der am 8. Februar 2024 stattfindenden Parlamentswahl in Pakistan ausgeschlossen. Am 3. Februar verhängte ein örtliches Gericht eine siebenjährige Haftstrafe gegen Khan und seine Ehefrau, Bushra Bibi, weil sie eine Ehe eingegangen waren, die das Gericht als „unislamisch“ einstufte – ein Urteil, das von ihrem Ex-Ehemann Khawar Maneka eingeleitet worden war.

## Privates
Khan war von 1992 bis 1995 mit der MTV-Moderatorin Kristiane Backer liiert, eine Beziehung, die vor der Öffentlichkeit geheim gehalten wurde. Von 1995 bis 2004 war er mit Jemima Khan, der Tochter des britisch-französischen Milliardärs James Goldsmith, verheiratet. Aus der Ehe gingen die Söhne Sulaiman (* 1996) und Qasim (* 1999) hervor. Im Januar 2015 heiratete er die Journalistin Reham Khan. Im Oktober 2015 erklärte er, dass er sich scheiden lassen werde. Im Februar 2018 heiratete er Bushra Wattoo, die als spirituelle Heilerin gilt und in der Öffentlichkeit verschleiert oder mit Kopftuch auftritt.

## Veröffentlichungen
- Imran Khan, Patrick Murphy: Imran: The Autobiography of Imran Khan. Pelham Books, London, 1983, ISBN 0-7207-1489-3.
- Imran Khan, Fotografien von Mike Goldwater: Indus Journey: A Personal View of Pakistan. Chatto & Windus, London, 1990, ISBN 0-7011-3527-1.
- Imran Khan: All Round View. Mandarin, 1992, ISBN 0-7493-1499-0.
- Imran Khan, Fotografien von Pervez A. Khan: Warrior Race: A Journey Through the Land of the Tribal Pathans. Chatto & Windus, London, 1993, ISBN 978-0-7011-3890-5.